# Carnago
Carnago je italská obec v provincii Varese v oblasti Lombardie.
K 31.12. 2010 zde žilo 6 466 obyvatel.

## Sousední obce
Cairate, Caronno Varesino, Cassano Magnago, Castelseprio, Gornate-Olona, Oggiona con Santo Stefano, Solbiate Arno

## Vývoj počtu obyvatel
Zdroj: 